# Andrzej Michałowski
Andrzej Zbigniew Michałowski (ur. 16 listopada 1946 w Bielawie) – polski działacz opozycyjny, kierownik maszyn w Wydziale Usług Żeglugowych Zarządu Portu Gdańsk.

## Życiorys
Wychował się w Dzierżoniowie. Absolwent Technikum Eksploatacji Portów Morskich, w latach 1965-1968 odbył zasadniczą służbę wojskową, od końca lat 60. pracował w Porcie Gdańsk.
W Gdańsku wziął udział w wydarzeniach Grudnia 1970. W sierpniu 1980 jeden z inicjatorów strajku w swoim zakładzie pracy. Od września 1980 członek NSZZ „Solidarność”, przewodniczący Komisji Wydziałowej, a w lipcu 1981 delegat na I Walne Zebranie Delegatów Regionu Gdańskiego, wiceprzewodniczący Sekcji Krajowej Żeglugi i Gospodarki Morskiej. Pomiędzy 14–19 grudnia 1981 współorganizator strajku w porcie. W kwietniu 1982 współzałożyciel Regionalnej Komisji Koordynacyjnej „S”. 21 maja 1982 zatrzymany, następnie skazany przez Sąd Marynarki Wojennej w Gdyni na karę 5 lat pozbawienia wolności. Nie wrócił z przepustki. Poszukiwany listem gończym. 3 sierpnia 1983 Sąd Marynarki Wojennej w Gdyni na podstawie ustawy o amnestii złagodził karę pozbawienia wolności o połowę. 10 sierpnia 1984 Sąd Marynarki Wojennej w Gdyni darował karę pozbawienia wolności. 22 grudnia 1984 Sąd Pomorskiego Okręgu Wojskowego w Bydgoszczy odwołał poszukiwanie listem gończym.
Od 1987 przebywał na emigracji w Norwegii (tam zmarła jego żona), do Polski wrócił w 1990, zajął się prowadzeniem własnej działalności gospodarczej. W 2015 wydał książkę Moja „Solidarność”. Fakty, zdrady i nadzieje.
W 2006 odznaczony został Krzyżem Oficerskim Orderu Odrodzenia Polski.
Wszedł w skład komitetu wspierającego kandydaturę Karola Nawrockiego na prezydenta RP w wyborach w 2025.